# Пугачёв, Борис Павлович
Бори́с Па́влович Пугачёв (1919, Москва — 1995) — советский и российский шахматист, мастер спорта СССР (1977).
До Великой Отечественной войны в своём институте Борис Павлович был бессменным чемпионом по лыжам и шахматам.
Во время войны служил в морской пехоте, имел звание лейтенанта. Участвовал в обороне Москвы, а потом, будучи командиром роты, во время жестокого боя у деревни Таракановка (Новгородская область) получил тяжелейшие ранения, потерял обе руки и обе ноги.
Благодаря шахматам Пугачёв сохранил интерес к жизни после выписки из госпиталя. Выступал в заочных соревнованиях. Наибольших спортивных успехов добился в 1966—1981 годы, когда в составе сборной РСФСР стал победителем пяти командных чемпионатов СССР, при этом трижды показав лучший результат на своей доске. Также в составе республиканской сборной в 1978 году стал серебряным призёром командного чемпионата СССР.
В составе сборной СССР стал победителем 1-го командного чемпионата Европы (1978—1983 гг.). Выступал на 12-й доске, ввиду крайне неудачного начала (0 из 5) был заменен на В. Г. Скоторенко, который в оставшихся 3 партиях набрал 1½ очка).

## Спортивные результаты
| Год       | Соревнование                                              | + | - | = | Результат | Место                         |
| --------- | --------------------------------------------------------- | - | - | - | --------- | ----------------------------- |
| 1966—1968 | 1-й командный чемпионат СССР (сборная РСФСР, 11-я доска)  |   |   |   | 8 из 10   | 1 на доске, команда — чемпион |
| 1968—1970 | 2-й командный чемпионат СССР (сборная РСФСР, 11-я доска)  |   |   |   | 8½ из 11  | Команда — чемпион             |
| 1970—1973 | 3-й командный чемпионат СССР (сборная РСФСР, 11-я доска)  |   |   |   | 9 из 12   | 1 на доске, команда — чемпион |
| 1973—1975 | 4-й командный чемпионат СССР (сборная РСФСР, 11-я доска)  |   |   |   | 10½ из 12 | 1 на доске, команда — чемпион |
| 1975—1978 | 5-й командный чемпионат СССР (сборная РСФСР, ?-я доска)   |   |   |   |           | Команда — 2-е место           |
| 1978—1981 | 6-й командный чемпионат СССР (сборная РСФСР, 7-я доска)   |   |   |   | 11 из 16  | Команда — чемпион             |
| 1978—1983 | 1-й командный чемпионат Европы (сборная СССР, 12-я доска) | 0 | 5 | 0 | 0 из 5    | Команда — чемпион             |